# Manulete (Fahiria)
Manulete ist eine osttimoresische Aldeia im Suco Fahiria (Verwaltungsamt Aileu, Gemeinde Aileu). 2015 lebten in der Aldeia 292 Menschen.

## Geographie
Manulete liegt im Südosten des Sucos Fahiria. Nördlich befindet sich die Aldeia Fatubuti, westlich die Aldeias Sidole, Fahiria und Sarin. Im Nordwesten befindet sich der Suco Saboria, im Osten das Verwaltungsamt Lequidoe mit den Sucos Fahisoi, Manucassa, Namolesso und Acubilitoho und im Süden der Suco Lausi. Einen Teil der Grenze zu Saboria bildet der Huituco. Entlang der Südgrenze fließt der Monofonihun. Beide Flüsse sind Teil des Systems des Nördlichen Laclós. Die einzige größere Siedlung ist Manulete, im Nordosten der Aldeia.

## Politik
2023 wurde Alcina Ribeiro zum Chefe de Aldeia gewählt.